# Ga East
Ga East är ett distrikt i Ghana.   Det ligger i regionen Storaccra, i den södra delen av landet, 20 km norr om huvudstaden Accra. Antalet invånare är 345 154. Arean är 113 kvadratkilometer.
Terrängen i Ga East är platt åt sydost, men åt nordväst är den kuperad.